# Burkhard VI. von Cramm
Burkhard von Cramm (* 1522; † 1599) war Statthalter von Hessen-Marburg.

## Leben
Burkhard VI. stammte aus dem niedersächsischen Adelsgeschlecht Cramm und war der jüngste Sohn des Burkhard IV. von Cramm und seiner Ehefrau Gertrud, geb. von Boyneburg gen. Hohenstein. Sein Vater, mit Besitzungen im Braunschweigischen, kam jung nach Hessen und wurde zusammen mit Landgraf Wilhelm II. erzogen. Er wurde dessen Berater und erhielt das Amt und die Burg Trendelburg zu Lehen.
Wie sein Vater wurde Burkhard VI. am hessischen Hof aufgezogen und erhielt von Landgraf Philipp I. von Hessen das Amt über das Kloster Lippoldsberg und wurde dessen Rat und Gesandter. 1558 wurde er zusammen mit dem Superintendenten Johannes Pistorius nach Pforzheim zur Verhandlung mit den Augsburger Konfessionsverwandten wegen der Frankfurter Beratungen geschickt. 1563 wurde er Statthalter in Marburg und 1567 unter Landgraf Ludwig IV. Statthalter von Oberhessen in Marburg (der neu geschaffenen Landgrafschaft Hessen-Marburg). 
Im Spätsommer 1565 wurden er, Heinrich Lersner, der frühere Kanzler, und Sebastian von Weitershausen in das Herzogtum Württemberg gesandt; sie führten dort erfolgreich Verhandlungen über eine Heirat des Landgrafen Wilhelm IV. mit der Herzogin Sabina von Württemberg.
Zum Dank für seine Verdienste erhielt er das Klostergut Lippoldsberg, dessen Amtsherr er war, als Erblehen. Neben dem oberhessischen Kanzler in Marburg, Johannes Heintzenberger (1531–1581), war Burkhard einer der beiden dominierenden politischen Räte Ludwigs IV.
Er war mit Catharina Zenger von Adlmannstein, Tochter des Deutschordensherr Sebastian Zenger, verheiratet und hatte Kinder. Er ist Stammvater des „Burghardschen“ Zweigs der Cramms.